# Alexandra Stevenson
Alexandra Stevenson (ur. 15 grudnia 1980 w La Jolla) – amerykańska tenisistka, reprezentantka w Pucharze Federacji.
Od dzieciństwa jest zaprzyjaźniona z siostrami Venus i Sereną Williams, pierwsze treningi odbywała pod kierunkiem matki Samanthy. Jej ojcem, co ujawniono dopiero jakiś czas po rozpoczęciu przez nią zawodowej kariery w 1999, jest były gwiazdor koszykówki Julius Erving. Stevenson zaliczała się do czołówki juniorek amerykańskich, w 1997 w parze z Marissą Irvin triumfowała w deblu dziewcząt na US Open. Kilka lekcji tenisa odebrała od legend tego sportu – Ellswortha Vinesa, Dona Budge'a, Bobby Riggsa, a także Tracy Austin, która wprowadzała ją w świat tenisa zawodowego.
Stevenson rozpoczęła oficjalną karierę profesjonalną w 1999, rezygnując ze studiów na University of California w Los Angeles. Już rok wcześniej była po raz pierwszy raz w ćwierćfinale turnieju WTA Tour w Québecu. Latem 1999 zaskoczyła tenisowy świat na Wimbledonie, stając się pierwszą zawodniczką, która na tym turnieju dotarła do półfinału po wcześniejszym przejściu eliminacji (w erze "open"). Wśród mężczyzn podobnym osiągnięciem mogą pochwalić się John McEnroe i Uładzimir Wałczkou. Amerykanka pokonała m.in. rozstawioną Francuzkę Julie Halard, Amerykankę Lisę Raymond (broniąc piłki meczowej) oraz reprezentującą wówczas Australię Jelenę Dokić. W półfinale nie sprostała Lindsay Davenport, która triumfowała w całym turnieju. Alexandra Stevenson została zarazem trzecią w erze "open" zawodniczką, która osiągnęła półfinał Wimbledonu w swoim debiucie (wcześniej było to udziałem Chris Evert i Anny Kurnikowej).
Sukces wimbledoński dał Stevenson awans o 50 miejsc w rankingu światowym (do czołowej "czterdziestki"). Nadal jednak Amerykanka nie prezentowała równej formy, co przekładało się na częste porażki w początkowych rundach turniejowych. W 2000 pokonała po raz pierwszy rywalkę z czołowej dziesiątki na świecie – Austriaczkę Barbarę Schett w Sydney. Najlepszy sezon w dotychczasowej karierze zaliczyła w 2002, kiedy była w dwóch finałach WTA Tour (Memphis, Linz). W finale Memphis uległa Raymond mimo kilku piłek meczowych, w finale w Linzu przegrała z Belgijką Justine Henin. Trzykrotnie pokonała w ciągu sezonu rodaczkę Jennifer Capriati. W październiku 2002 awansowała na 18. miejsce w rankingu światowym, co dało jej pozycję pierwszej rezerwowej na turnieju Masters (WTA Tour Championships).
Od 2003 notowała coraz gorsze rezultaty, zmagając się z kontuzją prawego ramienia. W 2004 wypadła w czołowej setki rankingu, a we wrześniu tego roku poddała się operacji ramienia. Powróciła na korty latem 2005, ale nadal pozostaje daleka od najlepszej dyspozycji. W lipcu 2006 zajmowała miejsce nr 454 w rankingu światowym.
Do lipca 2006 pozostaje bez singlowego zwycięstwa turniejowego, zanotowała natomiast wygraną w deblu – w Lipsku w 2002 z Sereną Williams. W lipcu 2003 zajmowała 63. miejsce w rankingu deblowym. Ma na koncie także jeden półfinał wielkoszlemowy w grze mieszanej (US Open 1999 z Brianem Macphie). W 2003 znalazła się w składzie reprezentacji USA, która dotarła do finału Pucharu Federacji. Broniła także barw narodowych w mikstowym Pucharze Hopmana oraz na igrzyskach panamerykańskich (brązowy medal w singlu w 1999).
Stevenson jest zawodniczką praworęczną, grającą ofensywny tenis. Operuje jednoręcznym bekhendem, znana jest także z mocnego serwisu (m.in. zaserwowała najwięcej asów w kobiecym Wimbledonie w 1999). Uczestniczy w wielu akcjach i programach charytatywnych.

## Wygrane turnieje

### gra podwójna (1)
|    | Data       | Turniej               | Kat.         | ($)     | Naw.  | Partnerka       | Finalistki                    | Wynik    |
| 1. | 23/09/2002 | Lipsk, Sparkassen Cup | Kategoria II | 585 000 | dywan | Serena Williams | Janette Husárová Paola Suárez | 6:3, 7:5 |

## Finały juniorskich turniejów wielkoszlemowych

### Gra podwójna (1)
| Końcowy wynik | Rok  | Turniej | Nawierzchnia | Partnerka     | Przeciwniczki              | Wynik finału |
| Zwyciężczyni  | 1997 | US Open | Twarda       | Marissa Irvin | Cara Black Irina Sielutina | 6:2, 7:6     |